# 給主
給主（きゅうしゅ）
- 平安時代においては、 年給（年官・年給）を与える権利を有した人。
- 荘園における実務（荘務）を請け負った人。
- 給人のことを指す場合もある。

## 概要
本来、給主とは年料給分を有した院宮王臣家の人々を指した。彼らは一定の収益権のある地方官の地位や貴族としての最低限の地位である従五位下に他者を推薦できる権利を与えられており、推薦希望者から推薦の見返りに経済的な支援を受けることができた。
中世期の荘園公領制の下で荘園や国衙領において、本所である荘園領主や地頭正員である武家領主などの上級領主から給田・給名などの形で所領の知行権が与えられて荘務権・地頭職を一任される代わりに、領主に対して年貢・公事などの課役上納の義務を負った者を給主と呼んだ。また、給主の中には預所職・下司職などの荘官の地位を兼ねる者もいた。荘園公領制が確立される12世紀初めに「給主」の呼称が出現するのが確認される。鎌倉時代に入ると、荘園領主に代わって荘務を行使する地位にある者に対して広く「給主」の呼称が用いられ、更にその下に給主代が置かれる場合もあった。関東御領や北条氏・足利氏などの有力武家に所領内における地頭・地頭代に対しても用いられた。鎌倉時代後期以後には下地中分などによって従来の荘園における重層的な支配体制が解体されたことによって、一円領主としての地位を得たそれぞれの職が給主を設置して、請負代官としての役目を行わせるようになった。この頃の史料に「百姓は給主に相い随うべきの条、諸国の通例なり」と記され、給主が荘園領主＝一円領主の代理人としての側面を強めた状況を示している。また、在地の武士だけではなく、借上や土倉などの商業者などを給主に任じて経営を行わせる例も登場する。南北朝・室町時代には、荘園支配の実権は給主ないし給主代の手に移っていくが、その後の公領荘園制の崩壊とともに給主職自体が姿を消すことになる。